# Chris Marriott
Christopher Michael Marriott, detto Chris Marriott (Wirrall, 24 settembre 1989), è un calciatore inglese, difensore del Connah's Q.N..

## Carriera
Dopo aver giocato nelle giovanili del Wrexham ed aver trascorso la stagione 2008-2009 in prestito nella prima divisione gallese ai Cefn Druids, dal 2009 gioca con il The New Saints, sempre nella prima divisione gallese. Nel corso degli anni ha giocato in totale 47 partite nei turni preliminari delle varie competizioni UEFA per club (la maggior parte delle quali in UEFA Champions League). Nell'estate del 2024, dopo quindici stagioni consecutive e 21 trofei nazionali vinti (11 campionati, 7 coppe nazionali e 4 coppe di Lega) si trasferisce ai Connah's Q.N., altro club della prima divisione gallese, con cui nella stagione 2024-2025 gioca anche 2 partite nei turni preliminari di Conference League.

## Palmarès

### Club

#### Competizioni nazionali
- Welsh Premier League: 11

The New Saints: 2009-2010, 2011-2012, 2012-2013, 2013-2014, 2014-2015, 2015-2016, 2016-2017, 2017-2018, 2018-2019, 2021-2022, 2022-2023
- Coppa del Galles: 7

The New Saints: 2011-2012, 2013-2014, 2014-2015, 2015-2016, 2018-2019, 2021-2022, 2022-2023
- Welsh League Cup: 4

The New Saints: 2010-2011, 2014-2015, 2015-2016, 2023-2024